# Sayův zákon

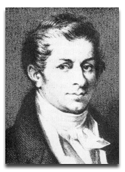
Jean-Baptiste Say (1767–1832)

Sayův zákon či Sayův zákon trhů (francouzsky loi de débouchés) je ekonomický princip klasické ekonomie, který objasňuje vztah mezi agregátní poptávkou a agregátní nabídkou. Často bývá shrnut do věty: Nabídka si vytváří svou vlastní poptávku, popř. Agregátní nabídka se musí rovnat agregátní poptávce. Taktéž se dá stručně interpretovat jako nabídka zboží X tvoří poptávku po zboží Y. Nemůže tak docházet ke krizím z nedostatečné spotřeby.
Sayův zákon nese název podle francouzského ekonoma Jean-Baptiste Saye, který tvrdil, že:
- za produkty je placeno produkty
- čím víc můžeme vyrobit, tím víc můžeme spotřebovat
- výroba otevírá trh výrobě
- přebytek se může objevit jen tehdy, pokud je příliš mnoho výrobních prostředků použito na jeden druh produktu a příliš málo na jiné

Sayův zákon trhů byl reakcí na v té době rozšířené teorie podspotřeby, které varovaly před tím, že si nabídka nebude schopna vytvořit dostatečnou poptávku. Tento zákon budil až do 20. století významné kontroverze. Asi nejživější diskuze o něm proběhla v době působení J. M .Keynese, který se proti němu ohradil, a vytvořil solidní teoretický základ, který vysvětloval jeho nefunkčnost. Za ní je odpovědná i Keynesem vytvořená spekulační poptávka po penězích a preference likvidity. Podle Milana Sojky patří Sayův zákon trhů k významným omylům ekonomické teorie.
Jiní, jako např. Steven Kates se ho pokouší rehabilitovat.

## Historie
Sayův zákon byl obecně přijímán během 19. století, ačkoli byl upraven tak, aby zahrnul myšlenku cyklu konjunktury a krize (boom and bust cycle), který byl vnímán jako přirozený a nevyhnutelný. Během světové hospodářské krize v první polovině 20. století vznikla škola keynesiánské ekonomie, která rozporovala Sayovy závěry. Debata mezi klasickými ekonomy a keynesiánci pokračuje dodnes.
Sám Jean-Baptiste Say však neobjevil Sayův zákon o nic víc, než např. Thomas Gresham tzv. Greshamův zákon. Název podle Saye se nicméně ustálil během propagace ekonomických teorií, jež byly aktuální na počátku průmyslové revoluce.
Postupně začaly být rozlišovány dvě verze Sayova zákona. Sayova totožnost, která nepřipouští recese a Sayova rovnost, která existenci recesí a funkce peněz jako uchovatele hodnot připouští.